# Dicmo
Dicmo je općina u Hrvatskoj. Nalazi se u Splitsko-dalmatinskoj županiji. Administrativno sjedište općine je naselje Kraj.

## Etimologija
Na mjestu sadašnjeg Dicma u rimsko se vrijeme nalazio deseti po redu miljokaz ceste Salona – Andetrium (Muć). Srednjeg je roda, jer je u odnosnom stanju prema riječi polje (usp. Duvno). Kako smatra Petar Skok, potječe od latinskoga rednog broja decimus (deseti) i vjerojatno je ostatak duljeg naziva Ad decimum lapidem, tj. kod desetog miljokaza, a po drugima: Ad decima milia (passum), tj. kod desete milje (tisuće koraka). Na dalmato-romansko podrijetlo upućuje činjenica da je latinski velar dao sibilar "c" (usp. Cavtat < Civitatem).
Dok se o Dicmu razmišljalo više kao o polju, govorilo se da se ide "na Dicmo" ili da se "silazi s Dicma" (usp. "na Kupres", "na Zelovo"). Otkako se Dicmo više poima kao naselje, češće se rabi konstrukcija "u Dicmo" i "iz Dicma".
U prošlosti su se koristili razni nazivi za stanovnika Dicma: Dicmoljanin, Dicmanjac, Dicmanjanac, Dicmanac. Kao standardan oblik uvriježio se: Dìcmanjanin / Dìcmanjanka (po Aniću).

## Općinska naselja
U sastavu općine je 7 naselja (stanje 2006.), to su: Ercegovci, Kraj (općinsko središte), Krušvar, Osoje, Prisoje, Sičane i Sušci.

## Zemljopis
Dicmo je naziv i za suho i plitko polje u kršu splitske Zagore, a od 20. stoljeća i skupni naziv za naselja na rubu polja, osobito za predio oko bivše Željezničke stanice, župne crkve sv. Jakova i Ane, te Škole u Kraju.
Polje Dicmo je dugo oko 15 kilometara od sjeverozapada (Donje Dicmo) do jugoistoka (Gornje Dicmo), a široko do 2,5 kilometra. Nadmorska visina mu je između 315 i 319 metara. Općina ima površinu od 68 km2.
Na rubovima polja nastalo je sedam većih i više manjih naselja za koja se posljednjih desetljeća rabi skupni naziv Dicmo. Općinu Dicmo čine naselja Kraj, Osoje, Prisoje, Sičane i Sušci (Dicmo Donje), te Ercegovci i Krušvar (Dicmo Gornje).
Najveće planine i brda su Mosor (1339 m), Visoka (890 m), Grubuša (647 m), Radinje (763 m) i Gradina (587 m).

## Stanovništvo

### Popisi kroz povijest
| broj stanovnika | 2489  | 2715  | 2744  | 3066  | 3240  | 3522  | 3595  | 3797  | 3581  | 3783  | 3990  | 3668  | 3331  | 2840  | 2657  | 2802  | 2805  |
|                 | 1857. | 1869. | 1880. | 1890. | 1900. | 1910. | 1921. | 1931. | 1948. | 1953. | 1961. | 1971. | 1981. | 1991. | 2001. | 2011. | 2021. |

### Popis 2011.
Prema popisu stanovništva iz 2011. godine, Općina Dicmo ima 2802 stanovnika. Većina stanovništva su Hrvati s 97,68 %, a po vjerskom opredijeljenju većinu od 97,22 % čine pripadnici katoličke vjere.
S obzirom na popis stanovnika 2001., broj stanovnika raste u pet od sedam naselja, ali dva preostala su presudna za ukupno smanjenje pučanstva.
Broj stanovnika utvrđen popisom 2011. godine po naseljima   Arhivirana inačica izvorne stranice od 4. studenoga 2014. (Wayback Machine) (u zagradama stanje po popisu 2001.):
- Ercegovci – 143 (145)
- Kraj – 514 (442)
- Krušvar – 490 (481)
- Osoje – 388 (348)
- Prisoje – 643 (649)
- Sičane – 502 (449)
- Sušci – 122 (143)

### Etnički sastav2011.
- Hrvati – 2716 (97,45 %)
- Srbi – 64 (1,98 %)
- Nijemci – 2
- Crnogorci – 1
- ostali – 6 (0,23 %)
- neopredijeljeni – 9 (0,34 %)
- nepoznato – 2

#### Etnička razdioba
Od sadašnjih sedam naseljenih mjesta u općini Dicmo šest ih je većinom bilo etnički kompaktno hrvatskih, a etnički i konfesionalno su mješoviti Sušci. Prema podatcima iz 1991. godine, u Sušcima su tradicionalno hrvatske i katoličke obitelji (komšiluci): Bešker, Bešker-Elez, Babić, Grubišić, Maretić, Pavić a tradicionalno srpske i pravoslavne: Denić, Radoš, Rusić, Simić, Stojanac, Stolica, Sudar, Šerbo i Šušak (po kojoj se naselje i zove, ranije i: Šušci).
u Sušcima je i pravoslavna crkva Uspenja Presvete Bogorodice iz 1784.

### Naseljavanje
Dicmo je bilo naseljeno još u antici, a kontinuitet njegova imena govori u prilog pretpostavci da je i njegova naseljenost bila kontinuirana. Po arheološkim nalazima, bilo je naseljeno još Ilirima.
Struktura stanovništva na dicmanjskom području mijenjala se ovisno o osvajačima koji su zaposjedali Dicmo te međusobno dijelili zemlju.
Poslije doseljavanja Slavena Dicmo je po stanovništvu hrvatsko. Nakon turskih osvajanja na Dicmu ima i muslimana koji nestaju poslije mletačkog osvajanja, kada se, uz starosjedioce kršćane doseljavaju drugi kršćani s bivšega turskog područja, i katolici, te skupina pravoslavaca. U 19. st., fra Šimun Milinović bilježi izjašnjavanja potonjih kao Hrvatâ.
U početku stoljeća općina Dicmo ima 796 domaćinstava 2657 stanovnika.

### Prezimena općine Dicmo
Nakon što je u Kandijskom ratu Venecija oslobodila dio dalmatinskog zaleđa (Aquisto vecchio), mletačke vlasti izradile su zemljišnik i popisale obitelji koje su podijelile na dvije banderije: na onu Pavla Bilandžića sa sjedištem u Gornjem Dicmu i Ilije Maretića u Donjem Dicmu. Prema Farentinijevom popisu iz 1709. u Dicmu su živjele sljedeće obitelji:
1. Banderija harambaše Pavla Bilandžića (Gornje Dicmo):
Ančić, Babić, Batarelo, Bilandžić, Blajić, Bobanović, Bojić, Bosančić, Božić, Brajković, Buljan, Cvitić, Čerenović, Ćurković, Ćukušić, Dević, Glavičević, Golemčević, Goselić, Juretić, Knezović, Kontić, Kuštrić, Kvesić, Lovrinčević, Mamić, Manđeralović, Matić, Mazar, Pavić, Pavlinović, Perić, Peričević, Radojević, Radošević, Stanković, Strujić, Sučić, Šerić, Škarić, Školjić, Tomić, Vidaković, Vištičić, Vukšić, Zelanović.
2. Banderija harambaše Ilije Maretića (Donje Dicmo):
Ajduković, Ančić, Babić, Balić, Bilokapić, Blažević, Borenić, Burović, Buzdovačić, Cicvarić, Čipćić, Ćatipović, Dević, Domjanović, Đelešip, Filipović, Galečić, Gazibarić, Grčić, Grubišić, Ivanišević, Jadrić, Jakovljević, Klarić, Kovačević, Ledenković, Lekić, Lijić, Lapozan, Ljubić, Mamić, Maretić, Marinović, Milanović, Mirčetić, Mitrović, Naerlović, Pandži, Paskvaljević, Pavičić, Pavlešić, Pavletić, Podrug, Prolić, Radanović, Roguljević, Rubčić, Smolić, Stolečić, Strikić, Strizirep, Sulić, Sušković, Šerbić, Tomić, Veseličić, Veselić, Vidaković, Vojković, Vojnić, Vojnović, Vučičić, Vukojević, Zebić, Zečević, Žure.
U Alberghetijevu zemljišniku (1725. – 1729.) zapisane su sljedeće obitelji i prezimena:
1. Banderija harambaše Ilije Bilandžića (Gornje Dicmo):
Ajduković, Batarelo, Bračulj, Blajić, Brajković, Bojić, Babić, Borosevljević, Bilandžić, Bocić, Buljan, Ćurković, Ćukušić, Đermano, Gojselić, Golemović, Jukić, Juretić, Kovačević, Kuštrić, Lovrinčević, Manđer, Matić, Milanović, Pekić, Peričević, Perić, Stanković, Strujić, Škarić, Škoro, Terzić, Vidaković, Vištičić, Vukšić, Zelenović.
2. Banderija harambaše Bože Maretića:
Anđelić, Ajduković, Ančić, Babić, Balić, Bilokapić, Blažević, Bošnjak, Bralić, Čipčić, Ćatipović, Kokanović, Dragunić, Dević, Filipović, Gabrilo, Grčić, Jadrić, Maretić, Milanović, Milunović, Naerlović, Radanović, Rudić, Stolčić, Sušković, Šipčić, Tomić, Vojnović, Vuković, Zebić, Zečević, Žurić.
U austrijskom zemljišniku iz 1833. godine, na području Dicma pojavljuju se sljedeća prezimena:
Anđelić, Babić, Baglić, Ban, Bašić, Batarelo, Bešker, Bilandžić, Bilokapić, Blajić, Blažević, Bojić, Bošnjak, Botić, Bračulj, Brajković, Bralić, Brkić, Burov, Buzdovačić, Čerina, Ćapeta, Ćatipović, Ćukušić, Ćurković, Denić, Dragunić, Đolonga, Fuštar, Gabrilo, Gošljević, Grčić, Jadrić, Jokić, Jukić, Juretić, Kokan, Kovačević, Kuštre, Manđeralo, Maretić, Marluza, Matić, Mialjica, Milanović, Milun, Mirčeta, Mršić, Naerlović, Pajić, Pandža, Pavić, Perić, Pilipović, Plavša, Podrug, Radanović, Radoš, Ramljak, Rogulj, Rudić, Silić, Stolica, Strujić, Sušak, Sveda, Šerbo, Tešija, Vidaković, Vištica, Vojković, Vujević, Zebić, Zečević, Župa, Županjac

## Povijest
U Dicmu su otkriveni ostaci manjeg naselja ilirsko-rimskog tipa.
Publije Kornelije Dolabella, prvi namjesnik netom uspostavljene rimske provincije Dalmacije, gradio je u drugom desetljeću 1. stoljeća četiri ceste iz glavnog grada Salone (danas Solin). Tri su se račvala nakon desetak milja, možda kod miljokaza koji je vjerojatno dao ime Dicmu: jedan krak za Andetrium (Gornji Muć), a zatim još jedan za Aequm (Čitluk), a drugi za Pons Tiruli (Trilj).
Dicmo je bilo u sastavu hrvatske države od njezina nastanka do najezde Turaka.
Prvi zapisi o Dicmu datiraju iz 9. stoljeća od nepoznatog putopisca iz Ravenne. U pismu koje je 1406. godine napisao splitskom kaptolu cetinski knez Ivan Nelipčić stoji da se Dicmo nalazilo u sastavu Kliške županije.
Od 1524. Dicmo je u sastavu Osmanskog carstva. Nešto kasnijom organizacijskom podijelom pripalo je kliškom sandžaku Ejaleta Bosne. Turci su osvojeno Dicmo podijelili svojim vojnicima. Među tim posjednicima bili su: Zeliagić, Mahmut Kinić, Mustafa Vanilj, Izak efendi Kakahajić, Šaban Balaisić-Belanić, Matetić-Satković i Mehmed Ahmetović.
Nakon morejskog rata Dicmo je karlovačkim mirom 1699. pripalo Mletačkoj Republici, koja ga je zauzela već nekoliko godina ranije. Iz tog razdoblja potječe i nelogična podjela na Dicmo Gornje i Donje. Naime, Gornje (Krušvar i Ercegovci) dobilo je taj pridjevak iako se nalazi nizvodno (rijeka Suvoja). U tursko doba Krušvar i Ercegovci su bili u sastavu dicmanjskog spahiluka i nosili su ime Aržano (polje), pa tako u prvome mletačkom katastru piše "Erzano di Dizmo"
Poslije morejskog rata, koji je opustošio sve to područje, bitno se izmijenio sastav stanovništva. Među starosjediteljima koji su ostali zabilježeni su Ivan, Lovre, Petar i Mijo Radanović, kojima je dodijeljeno 10 kanapa zemlje u Sičanima i 40 u Dicmu koju su i prije obradivali (26. lipnja 1694.).
Skupinu naroda iz Duvna u Krušvar doveo je Pavao Bilandžić, pa je po njemu dobila ime jedna banderija. Prema tradiciji, iz Hercegovine su došli pripadnici Maretićeve banderije. Tada se Dicmo dijelilo na dvije banderije: Bilandžića u Krušvaru i Ercegovcima i Maretića koja je obuhvaćala Sičane, Mojanku, Polje, Koprivno i Radinje. Maretića je bilo i na Zelovu-Neoriću, te u udaljenom selu Podhumci.
Prema mletačkom popisu stanovništva iz 1709. na dicmanjskom je području živjelo 1179 osoba i to 496 na području banderije Pavla Bilandžića u Krušvaru i 683 na području banderije Ilije Maretića pok. Bože na drugom kraju Dicma.
Podruzi se spominju u selu Mrkodol, župa Duvno odakle su vjerojatno došli 1693. Opći providur je dodijelio 25 kanapa zemlje udovici Mandaleni Podrug u Sičanima, jer je uzdržavala 10 ljudi. Spominje se da su na Dicmu zemlju dobili na obrađivanje obitelji Sunac, Pavičić i Kominković, ali su ta prezimena nestala s Dicma. U Sičanima, ispod zelenog bunara, dobio je 26. listopada 1697. Petar Zebić 20 kanapa zemlje. Prema popisu iz 1709. Petar je imao brata Juru s 10 članova obitelji, a sam ih je imao 5. Zebići su vjerojatno Hercegovci iz Brotnja, jer je 1693. Pavao Cebić iz Brotnja spomenut u hercegovačkim ugovorima o prijelazu.
Oko 1700. na Dicmo se doselio i manji broj pravoslavnih obitelji i nastanio se u Sušcima. Zaselak je dobio ime po obiteljima Sušković koje su upisane u mletačkom katastru. Šimun Žura (danas Žure) s Dicma, najvjerojatniji starosjedilac, sudjelovao je u ratu kao vojnik i dobio nešto zemlje u Krušvaru. Braća Filip i Andrija Kovačević osporavali su mu pravo na vlasništvo. Zemlje su se nalazile u Prisoju gdje se i danas nalaze njihove kuće. Doselili su se i ljudi iz susjedne Poljičke Republike čija je četa odigrala vidnu ulogu u osvajanju Sinja 1686. godine. Oni su se glavnom naselili u Ercegobvce (Pavići, Vujevići, Perići).
U to doba župu Dicmo držali su franjevci. Župnik je 1703. i 1704. bio fra Lovro Jazičić koji je vodio matice krštenih. U toj matici upisano je 45 krštene djece s roditeljima i kumovima u 1703. godini, a 33 do 6. prosinca 1704. godine. Popis je obuhvaćao Dicmo, Krušvar i Koprivno. Iako je vremenski razmak od dvije godine malen, ipak je u njima upisano dosta obitelji koje su kasnije (1709.) ušle u mletački katastarski popis, ali postoje imena i prezimena kojih kasnije nema, pa ih stoga donosimo: Svenvidović, Tović (?), Klarić, Ćulinović, Buroeljević, Vuloković, Stranić, Višcić, Ciganin, Bokić, Koceljikin, Kapić, Karinović, Vujanović, Radojević, Buzdrak, Palešić, Pavlinović, Dučević, Suturić, Baričić, Brakus, Matijašević, Ilišavić, Kalda. Iz Koprivna se spominju: Ajduković, Haničić, Suljić, Vuđanić, Jarbešić, Skoličić, Stolišić, Podrugović, Suplić, Kokić, Mikrutović. Vjerojatno su u potrazi za boljim zemljama krenuli dalje ili se vratili u stari kraj. Kasnije su na Dicmo nadošli i oni koji su se zbog nepovoljne granice kretali u potrazi za zemljama pa su se neki smjestili i uz dicmanjsko polje.
"Ubavo" (ameno) Dicmo višeput spominje Alberto Fortis u svome Putu u Dalmaciju (Viaggio in Dalmazia, 1780.). Dicmo je tako izašlo na glas, pa ga kao mjesto radnje svog romana Morlaci (Les Morlaques, 1788.) koristi Giustiniana Wynne.
Poslije pada Mletačke Republike 1797. Dicmo slijedi sudbinu ostale Dalmacije: pripada Austriji mirom u Campo Formiju, pa Francuskoj (1805. – 1813.), pa opet Austriji (1813. – 1918.). Pod Austrijom uvedena je obvezatna pučka škola. Uskotračnom željeznicom Split-Sinj povezano je i Dicmo. Austrija je uvela nešto reda, iskorijenila hajdučiju (koje je bilo i na Dicmu), ta dio muškaraca unovačila u Žandarmeriju. Za Austrije nema bitnih investicija na Dicmu.
U to doba počinju jača iseljavanja. Jedna skupina Dicmanjanaca odselila se potkraj 19. stoljeća u Hrtkovce u Srijemu (gotovo svi potomci su protjerani 1991.).
Od 1918. Dicmo je u sastavu Kraljevine Jugoslavije. Za vrijeme Drugoga svjetskog rata, veći je broj Dicmana sudjelovao u borbi bilo na strani domobrana, bilo na strani partizana. Osnutkom 10. dalmatinske brigade (Cetinska brigada) 1943. godine, stanovništvo Dicma uključilo se u borbu protiv nacističkih okupacijskih snaga.
Nakon 1945. nalazi se u SFRJ u kojoj također nema bitnih investicija na Dicmu, sve do šezdesetih godina prošlog stoljeća. Na Dicmo je uvedena električna struja 1968. godine 1962. godineasfaltirana je cesta Split-Sinj koja prolazi kroz Dicmo, 1989. godine prispio je vodovod u većinu naselja, a 1994./1995. provedena je telefonska mreža.
Od 1990. Dicmo je u samostalnoj Republici Hrvatskoj, koja je ponovo uspostavila nekadašnju općinu Dicmo. 
Najvažnija investicija u posljednje doba je uspostava gospodarske zone.

## Općinska uprava
U razdoblju 1990. – 2005. na vlasti je bila Hrvatska demokratska zajednica, sama ili u koaliciji. Na izborima 2005. i 2009. godine pobijedio je dipl. ing. Josip Silić sa svojom nezavisnom listom. Time je formirana prva ne-HDZ-ova lokalna uprava od osnutka općine.
Načelnik općine Dicmo nakon lokalnih izbora 2013. godine je Ivan Maretić, koji je bio načelnik i 1997. – 2005. Time se na vlast vratila Hrvatska demokratska zajednica, u koaliciji s Hrvatskom strankom prava dr. Ante Starčević. Maretić je u drugom krugu dobio 52,87 % glasova, a njegov protukandidat Josip Silić (kandidat grupe birača) 45,85 %. Izborima je pristupilo 78,15 % registriranih birača. Maretić je ponovo izabrana za načelnika i na izborima 2017., osvojivši 49,53 % glasova u prvom krugu, te apsolutnu većinu u drugom krugu
Na lokalnim izborima 2021. godine, u prvom krugu pobjedu je odnio Petar Maretić kandidat Nezavisne liste Mladih pobjedivši protukandidata HDZ-a Ivana Maretića s 51,58 % potpore birača i time postavši novi načelnik općine.

## Gospodarstvo
Gospodarska zona je u sjevernom dijelu Dicma (Sičane).
Pored većeg broja već postojećih tvrtki u toj zoni, postoji mogućnost za ulazak novih, jer je dio gospodarske zone još slobodan.
Zahvaljujući relativno niskoj cijeni zemljišta, ulaganje u ovu zonu (koja je udaljena 20-ak minuta od Splita) može se isplatiti u kratkom roku.
Stanovnici Dicma su se stoljećima izdržavali ratarstvom (u novom vijeku orijentirali su se znatnije na kukuruz) i stočarstvom (najviše ovčarstvom). U pretprošlom i prošlom stoljeću u sve znatnijem broju odlazili su na rad izvan Dicma, osobito kao zidari, a kasnije i u Brodogradilište u Splitu. Tek u posljednje doba razvija se industrija, ponajviše u gospodarskoj zoni.

## Katolička crkvena uprava
Općina Dicmo je u crkvenom pogledu podijeljena na dvije katoličke župe: župu Dicmo Gornje (sv. Ivan Krstitelj) i župu Dicmo Donje (sv. Jakov Apostol). Zaštitnici naselja su sv. Jakov i sv. Ana.

### Župnici župe Dicmo Donje
- fra Lovre Jazidić (Jazičić) (1703. – 1704.)

- - -
- fra Ilija Despotović-Tešija (1777. – 1780.)

- - -
- fra Bone (Bonaventura) Buljan (1809. – 1811.)

- - -
- don Ante Katić, župni upravitelj (1851. – 1854.)
- don Mate Bratinčević, župni upravitelj (1855. – 1863.)

- - -
- don Frane Jerkunica (1893. – 1897.)
- don Ivan Škarica Žikov (1897. – 1906.)

- - -
- don Bartul Ganza, nestalni župnik (1921. – 1942.)
- don Ante Grgić (1939. – 1940.)

- - -
- don Ante Vojnović (1977. – 1978.)

- - -
- don Stipe Žuro (1992. – 1993.)
- don Ivan Dragušica (1993. – 2000.)
- don Mirko Skejić (2000. – 2002.)
- don Vladimir Strikić (2002.-....); dekan Kliškog dekanata

## Obrazovanje
Dicmo ima dvije osnovne škole. U Kraju se nalazi Osnovna škola Ante Starčevića Dicmo, a Krušvar je njena područna škola. Dječji vrtić Ana nalazi se pokraj Osnovne škole u Kraju.

## Poznate osobe iz Dicma

### Rođeni u Dicmu
- Frane Šimunović, slikar, sin književnika Dinka Šimunovića koji je bio prvi učitelj u Dicmu.
- don Ivan Grubišić, svećenik, sociolog i političar.
- Tino Radanović, kriminalist, slavodobitnik Sinjske alke 2007. i 2016.

### Podrijetlom iz Dicma
- Zvonimir Bešker, pravnik, nekadašnji član Izvršnog vijeća.
- Michael Anthony Bilandic (Bilandžić), nekadašnji gradonačelnik Chicaga.
- Davor Štern, menedžer, bivši ministar.
- Nikola Bralić, veslač i trener, olimpijac.
- Joško Murat, atletičar
- Đuro Savinović, vaterpolist
- Ratko Rudić, vaterpolist i trener
- Marija Bešker, osnivačica prve pedijatrijske kardiološke ambulante na Balkanu
- Milka Podrug-Kokotović, glumica
- Giuliano Đanić, pjevač
- Bruno Silić, vaterpolist i trener
- Inoslav Bešker, novinar
- Tonći Rubić – Toto, glazbenik, kompozitor[15][16]

## Vanjske poveznice
- službeno mrežno mjesto Općine Dicmo